# Karjat Zat Kahl
Karjat Zat Kahl także Karjat Al-Fau (arab. قرية الفاو) – dawna stolica królestwa Kindytów,  współcześnie stanowisko archeologiczne w prowincji Rijad w Arabii Saudyjskiej z pozostałościami arabskiego miasta z okresu przedislamskiego.
W 2015 roku Karjat Zat Kahl zostało wpisane na saudyjską listę informacyjną UNESCO – listę obiektów, które Arabia Saudyjska zamierza rozpatrzyć do zgłoszenia do wpisu na listę światowego dziedzictwa UNESCO. Obiekt wpisano na tę listę w 2024 roku podczas odbywającej się w New Delhi 46. sesji Komitetu Światowego Dziedzictwa.

## Położenie
Karjat Zat Kahl położone jest ok. 700 km na południowy zachód od stolicy kraju – Rijadu, 180 km na północny wschód od Nadżranu, 100 km na południowy wschód od miasta As-Sulajjil i ok. 150 km od Al-Khamsin. Znajduje się przy północno-zachodniej krawędzi pustyni Ar-Rab al-Chali, w miejscu, gdzie Dżabal Tuwajk przecina Wadi ad-Dawasir u ujścia suchego kanału, nazywanego Al-Fau, stąd też współczesna nazwa Al-Fau.

## Historia
Karjat był stolicą królestwa Kindytów, głównym ośrodkiem handlowym regionu zlokalizowanym przy starożytnym szlaku handlowym łączącym południe Półwyspu Arabskiego z jego częścią północną. Karawany z królestw Saby, Katabanu, Hadramaut, Ma'in czy Himjarytów szły najpierw do Nadżranu, następnie zatrzymywały się w Karjacie, by ruszać do Al-Afladż, skąd szły dalej do Syrii i Mezopotamii.
Czas świetności Karjatu minął wraz z nadejściem islamu. Arabscy geografowie nie rozpisywali się o Karjacie, u Al-Bakriego pojawia się jedynie wzmianka, że jest to miejscowość między ’Aqiq Bani ’Uqayl' (współczesnym Wadi ad-Dawasir) a Jemenem. Al-Hamdani w swoim dziele Geografia Półwyspu Arabskiego pisał, że karawany mogą zaczerpnąć wody w miejscu nazywanym Karjatem, gdzie znajdują się starożytne studnie i świątynia wykuta w skale.

## Stanowisko archeologiczne
Pierwsze współczesne doniesienia o Karjacie pochodziły od uczestników wyprawy zorganizowanej w poszukiwaniu ropy naftowej przez Aramco w latach 40. XX w. W 1952 roku do Karjatu udał się brytyjski podróżnik Harry St. John Philby (1885–1960), który sporządził jego opis, odnosząc się do znalezionych tam grobów i inskrypcji.
W 1972 roku naukowcy z uniwersytetu w Rijadzie rozpoczęli prace badawcze pod kierownictwem saudyjskiego archeologa Abdulrahmana al-Ansary'ego.  
Obecnie (stan w roku 2016) prowadzone są prace nad udostępnieniem stanowiska dla zwiedzających.
Stanowisko obejmuje pozostałości arabskiego miasta z okresu przedislamskiego, zamieszkanego pomiędzy V w. p.n.e. a V w. n.e. Znajdują się tu pozostałości pałacu z zachowanymi fragmentami malowideł naściennych, świątyni, dwupiętrowego targowiska otoczonego siedmioma wieżami, dzielnicy mieszkalnej, 17 studni i grobowców. Budowle zostały wzniesione z cegieł glinianych w formie prostopadłościanów i sześcianów oraz z kamieni. Świątynia w Karjacie jest pierwszą świątynią odkrytą na terenie Arabii Saudyjskiej. Odkryte grobowce można podzielić na trzy rodzaje: grobowce władców i elit oznaczone inskrypcjami pismem południowoarabskim oraz groby zwykłych mieszkańców.
W ruinach budowli znaleziono liczne naczynia gliniane (garnki, dzbany, misy, sita, itd.), ceramiczne i kamienne, narzędzia metalowe, obiekty wykonane ze szkła, biżuterię oraz srebrne i brązowe monety z przedstawieniem postaci siedzącej lub stojącej po jednej stronie i napisem Kahl (imieniem boga Kindytów) po drugiej stronie. Ponadto odkryto fragmenty licznych posagów z brązu, marmuru, piaskowca czy gliny, przedstawiające zarówno postaci ludzkie jak i zwierzęce.
Na ścianach odkrytych budowli oraz pobliskich skałach znajduje się liczne inskrypcje pismem południowoarabskim z okresu I–V w. n.e., zawierające m.in. referencje do nazwy miasta Zat Kahl.
W 2015 roku Karjat Zat Kahl zostało wpisane na saudyjską listę informacyjną UNESCO – listę obiektów, które Arabia Saudyjska zamierza rozpatrzyć do zgłoszenia do wpisu na listę światowego dziedzictwa UNESCO. Obiekt wpisano na tę listę w 2024 roku podczas odbywającej się w New Delhi 46. sesji Komitetu Światowego Dziedzictwa.